# Dichapetalum staudtii
Dichapetalum staudtii är en tvåhjärtbladig växtart som beskrevs av Adolf Engler. Dichapetalum staudtii ingår i släktet Dichapetalum och familjen Dichapetalaceae. Inga underarter finns listade i Catalogue of Life.